# Bokjuryn
Bokjuryn var ett årligt svenskt litterärt pris där barn och ungdomar mellan 0 och 19 år röstade fram sina favoritböcker ur årets utgivning av barn- och ungdomslitteratur. Bokjuryn ville stimulera barns och ungdomars läsning och läslust, visa respekt för unga människors egna bokval, instifta ett litteraturpris där barns och ungdomars egna val fick styra samt skapa ett nationellt samarbete som gav större genomslag för lokalt anpassat arbete med lässtimulans i skolor, förskolor, bibliotek och bokhandel.
Priset instiftades i Sverige 1997. Barnens bibliotek och Kultur i Väst drev Bokjuryn med stöd från Kulturrådet. Mellan 2008 och 2010 var det Svenska barnboksinstitutet som ansvarade för Bokjuryn. 2015 års Bokjuryn blev den sista då Kulturrådet sa upp avtalet med motiveringen att Bokjuryn till stor del utspelas i skolan vilket inte är Kulturrådets primära målgrupp samt att Kulturrådet ville satsa på andra språk- och läsfrämjande aktiviteter.

## Pristagare kategori 0–6 år
- 1997 – Flyg, sa Alfons Åberg! av Gunilla Bergström
- 1998 – Castor målar av Lars Klinting
- 1999 – Frippe lagar allt av Lars Klinting
- 2000 – Gittan och gråvargarna av Pija Lindenbaum
- 2001 – När Findus var liten och försvann av Sven Nordqvist
- 2002 – Adjö, herr Muffin av Ulf Nilsson och Anna-Clara Tidholm
- 2003 – Mamma Mu åker rutschkana av Jujja Wieslander och Sven Nordqvist
- 2004 – Kan man… av Petter Lidbeck och Lisen Adbåge
- 2005 – Pelle i djungeln Jan Lööf
- 2006 – Snurran äter ketchup Eva Bergström och Annika Samuelsson
- 2007 – Sagan om Den underbara familjen Kanin och monstret i skogen av Jonna Björnstjerna
- 2008 – Spyflugan Astrid flyger högt av Maria Jönsson
- 2009 – Snurran städar av Eva Bergström och Annika Samuelsson
- 2010 – Godistrollet av Jonna Björnstjerna
- 2011 – Talon – den modiga dinosaurien av Paul Geraghty
- 2012 – Bockarna Bruse på badhuset av Bjørn F. Rørvik och Gry Moursund
- 2013 – Hästfesten av Grethe Rottböll och Lisen Adbåge
- 2014 – Hamstern är borta! av Andreas Palmaer och Ingela P. Arrhenius
- 2015 – Äskil äter träd av Åsa Lind och Per Gustavsson

## Pristagare kategori 7–9 år
- 1997 – Bara Tsatsiki av Moni Nilsson-Brännström
- 1998 – Matilda tänker bara på fotboll av Kirsten Boie
- 1999 – Tsatsiki och kärleken av Moni Nilsson-Brännström
- 2000 – Ludde möter Blåvitt av Viveca Lärn
- 2001 – Tsatsiki och Retzina av Moni Nilsson-Brännström
- 2002 – Frans spelar fotboll av Christine Nöstlinger
- 2003 – Bli ihop av Thomas Halling
- 2004 – Varulvarna av Martin Widmark och Christina Alvner
- 2005 – Tidningsmysteriet av Martin Widmark och Helena Willis
- 2006 – Guldmysteriet av Martin Widmark
- 2007 – Biblioteksmysteriet av Martin Widmark och Helena Willis
- 2008 – Häxdoktorn av Martin Widmark och Christina Alvner
- 2009 – Sjöodjuret i Bergsjön av Martin Widmark och Christina Alvner
- 2010 – Campingmysteriet av Martin Widmark och Helena Willis
- 2011 – Simborgarmysteriet av Martin Widmark och Helena Willis
- 2012 – Födelsedagsmysteriet av Martin Widmark och Helena Willis
- 2013 – Cykelmysteriet av Martin Widmark och Helena Willis
- 2014 – Brandkårsmysteriet av Martin Widmark och Helena Willis
- 2015 – Fängelsemysteriet av Martin Widmark och Helena Willis

## Pristagare kategori 10–13 år
- 1997 – Sanning eller konsekvens av Annika Thor
- 1998 – Eva & Adam: Fusk och farligheter av Måns Gahrton och Johan Unenge
- 1999 – Eva och Adam : jul, jul, pinsamma jul av Måns Gahrton och Johan Unenge
- 2000 – Harry Potter och hemligheternas kammare av J.K. Rowling
- 2001 – Harry Potter och den flammande bägaren av J.K. Rowling
- 2002 – Eva & Adam – Inte som en dans av Måns Gahrton och Johan Unenge
- 2003 – Fotoalbumet av Laura Trenter
- 2004 – Harry Potter och Fenixorden av J.K. Rowling
- 2005 – Harry Potter och Halvblodsprinsen av J.K. Rowling
- 2006 – Vargbröder – Havets fångar av Michelle Paver
- 2007 – Harry Potter och dödsrelikerna av J.K. Rowling
- 2008 – Vargbröder – Jagad av klanerna av Michelle Paver
- 2009 – Ingen ser dig av Anna Knutsson och Ann-Christine Magnusson
- 2010 – Sorgfjäril av Ingelin Angerborn
- 2011 – Rum 213 av Ingelin Angerborn
- 2012 – Skuggan i väggen av Kerstin Lundberg Hahn
- 2013 – Tredje tecknet av Ingelin Angerborn
- 2014 – Silverpojken av Kristina Ohlsson
- 2015 – Kurragömma  av Petrus Dahlin

## Pristagare kategori 14–19 år
- 1997 – Lägerhästarnas natt av Erik Eriksson
- 1998 – Havets djup av Annika Thor
- 1999 – Berts bokslut av Anders Jacobsson och Sören Olsson
- 2000 – Eldfågeln av Annika Thor
- 2001 – Eldens gåta av Henning Mankell
- 2002 – Vampyrens tunga och andra hemska historier av Monica Zak
- 2003 – Malin + Rasmus = Sant av Moni Nilsson-Brännström
- 2004 – Hur kär får man bli av Katarina von Bredow
- 2005 – Eragon av Christopher Paolini
- 2006 – Den äldste av Christopher Paolini
- 2007 – Som jag vill vara av Katarina von Bredow
- 2008 – Bellas beslut av Tomas Dömstedt
- 2009 – Döden i pizzan och andra skräckhistorier av Lena Arro
- 2010 – Jag finns av Maja-Maria Henriksson
- 2011 – Cirkeln av Mats Strandberg och Sara Bergmark Elfgren
- 2012 – Eld av Mats Strandberg och Sara Bergmark Elfgren
- 2013 – Barnkolonin av Kerstin Lundberg Hahn
- 2014 – Färglös av Chris Wooding
- 2015 – Nästan som Zlatan av Johanna Nilsson

## Pristagare kategori Facklitteratur
- 2008 – Arthur Spiderwicks fälthandbok över vår sagolika omgivning av Tony DiTerlizzi och Holly Black
- 2009 – Världens farligaste faror av Anna Claybourne
- 2010 – Fakirer av Bengt-Erik Engholm och Jojo Falk
- 2011 – Hundar som jobbar av Ulrika Nulty och Jens Ahlbom
- 2012 – Titanic – katastrofen av Bengt Fredrikson
- 2013 – Bestar – möt myternas djur av Jan Jäger och Tor Jäger
- 2014 – Minecraft – Nybörjarens handbok av Stephanie Milton m.fl. och James Burlinson
- 2015 – Jordens mystiska platser av Jens Hansegård m.fl. och Anders Nyberg

## Pristagare kategori Seriealbum
- 2008 – Kick-off! 1 av Yokaj Studio
- 2009 – Kick off! 2 av Yokaj Studio
- 2010 – Lou: Dagbokstankar av Julien Neel
- 2011 – Amulett 1: Stenväktaren av Kazu Kibuishi
- 2012 – Mulleboken 2012 av Lena Furberg
- 2013 – Amulett 3: Molnsökarna av Kazu Kibuishi
- 2014 – Amulett 5: Älvprinsen av Kazu Kibuishi
- 2015 – Amulett 6: Flykten från Lucien av Kazu Kibuishi